# 微調中學教學語言
微調中學教學語言政策，是香港教育局2010年引入的教學語言安排，中學不會再被分為中文授課中學及英文授課中學。讓學校以學生為本，根據因材施教的原則，採取不同模式的教學語言安排，加強校內的英語環境，增加學生運用和接觸英語的機會。中學語言微調政策由2010/11學年開始實施，每六年檢討一次。

## 背景
2009年5月26日行政會議通過讓學校根據學生為本、因材施教原則，採取不同模式的多元教學語言安排。同年5月29日，教育局局長孫明揚宣布，學校可以在2010/11學年中一學生開始實施微調中學教學語言安排，並逐年推展至初中階段其他級別，讓學校以學生為本，加強校內的英語環境，增加學生運用和接觸英語的機會。

## 第一周期微調（2010/11–2015/16學年）
2009年5月，教育局正式訂定《微調中學教學語言》安排，於2010年9月開始在中一實施。根據〈教育局通告第 6/2009 號：微調中學教學語言〉，學校如符合「學生能力達標」的條件，即在每6年一次的檢視周期開展時，學校在過去兩年獲派屬「全港成績前列 40%」的中一學生平均比例達到一班學生人數的85%（按2010年中一派位每班34名學生計算，85%即29人），該校便可全權酌情決定有關班別的教學語言安排。若未符合「學生能力達標」標準的班別，最多25%的總課時以英語教學，或「化時為科」指定在個別科目以英語授課。
這意味著只要在中一收生一班中有29名「全港成績前列40%」的學生，學校即可開設英文班。 自從1998年確立「114間英文中學」以來，一直沒有其它公營中學獲准成為新的英中。但實施「教學語言微調政策」後，陸續有該114所英中以外的中學轉為英中，或部份班別改為英文授課。根據傳媒消息，2010/11學年開始，全港約有16間中文中學「上車」成為「全開英文班」的「英文中學」，同時約有10間英文中學自動「落車」退出「全開英文班」的英中行列，部分中一班改以中文授課。
因這次微調而「上車」的中學包括：
| 校區     | 中學                   |
| 東區     | 港島民生書院           |
| 黃大仙區 | 保良局何蔭棠中學       |
| 觀塘區   | 中華基督教會蒙民偉書院 |
| 觀塘區   | 梁式芝書院             |
| 荃灣區   | 寶安商會王少清中學     |
| 葵青區   | 保良局八三年總理中學   |
| 葵青區   | 東華三院陳兆民中學     |
| 西貢區   | 景嶺書院               |
| 西貢區   | 將軍澳官立中學         |
| 元朗區   | 元朗信義中學           |
| 元朗區   | 東華三院盧幹庭紀念中學 |
| 元朗區   | 聖公會白約翰會督中學   |
| 元朗區   | 中華基督教會基元中學   |
| 屯門區   | 仁愛堂田家炳中學       |
| 北區     | 東華三院李嘉誠中學     |
| 北區     | 田家炳中學             |

同時約有11間英文中學自動退出「全開英文班」的英中行列，2010/11學年起，部分中一班改以中文講授。2010年4月，有部份本來要「落車」的英中，透過「自願減班」措施，減少一班中一學生，而變回「全開英文班」。
| 校區     | 中學                         |
| 中西區   | 聖類斯中學 ※                 |
| 油尖旺區 | 官立嘉道理爵士中學（西九龍） |
| 深水埗區 | 德雅中學                     |
| 深水埗區 | 瑪利諾神父教會學校           |
| 九龍城區 | 陳瑞祺（喇沙）書院 ※         |
| 黃大仙區 | 聖母書院                     |
| 屯門區   | 妙法寺劉金龍中學 ※           |
| 元朗區   | 元朗公立中學 ※               |
| 沙田區   | 天主教郭得勝中學 ※           |
| 沙田區   | 聖母無玷聖心書院 ※           |
| 沙田區   | 宣道會鄭榮之中學 ※           |

### 影響
微調中學教學語言政策實施後，香港不再二元將中學分為「英文中學（英中）」和「中文中學（中中）」，但坊間及傳媒仍常使用有關名詞，一般將「全開英文班」的中學稱為「英文中學」。

### 評價
- 立法會議員李卓人斥「每班、每科用咩語言教都唔同，真係亂過亂葬崗」，擔心家長難以選校。教育界立法會議員張文光更斥方案加劇校內校外標籤效應，「咁多種分法只會製造混亂」，而學校在學童人口下降下勢必爭相用英文教學，受害的最終是學生。[10][11]

## 第二周期微調（2016/17–2021/22學年）
根據教育局「英中上落車」準則，即中一每班有 85% 學生屬於全港成績「前列40%」，便可成為英文班，未達標的英中則需「落車」開設中文班。2014年4月津中議會去信教育局局長吳克儉，指出由於中一學童人口持續下跌，全港成績名列「前列40%」的學生人數，會由2010年30,200人減至20,400人，銳減三分一，全港約三分一英中或因收生未達標而需要開設中文班，希望教育局能放寬中學「全開英文班」的準則或凍結現有英中名單。
2015年7月教育局推出「微調中學教學語言第二周期」（2016/17至2021/22學年）的安排。教育局局長吳克儉宣布，未來6年維持現有的安排，不會要求未達標的英中「落車」開設中文班，但收足「前列40%」學生的中文中學則可「上車」加開英文班，即變相「有上車無落車」。

### 評價
- 立法會議員葉建源及田北辰認為「有上車無落車」的安排是政治妥協。[14][15]
- 政策規定未符合標準的班別在英文科以外的科目採用英語的教學時數不能超過總課時的25%。一些學校為吸引學生而以英語教授部分科目，違規使英語教學的總課時超出規定。2019年7月，新會商會陳白沙紀念中學被揭發開辦以英語授課的班別，被教育局調查。[17]

## 第三周期微調（2022/23–2027/28學年）
2021年4月，教育局推出「微調中學教學語言第三周期」（2022/23 至 2027/28學年）的安排。在新安排下，開辦「英文班」門檻的計算準則稍為放寬，使學校較易達標。
第三周期參考2020/21及2021/22學年該所學校的「中一學位分配結果」，並將開辦英文班的門檻下調至全港「中學平均每班人數」（以2020/21學年的「中學平均每班人數」為27人，85%即22人）作為參數計算，較原有門檻（31至34人，85%即26至28人）低，學校較易達標。中學每收到22名屬全港「前列40%」的中一學生，在新準則下便可開辦一班英文班。如該校2020/21及2021/22學年的「中一學位分配結果」的85%均為「全港成績前列40%」的中一學生，表示該校在2022/23學年可以「全開英文班」，也就是名義上的「英文中學」。
有3間中學在新準則下能夠「上車」，由「部分科目按組別用英文教學」改為「全開英文班」；同時亦有7間中學需要「落車」，無法維持「全開英文班」。隨着3校「上車」7校「落車」，2022/23學年全港「全開英文班」的英文中學為116所，合共提供5,035個自行分配學額。
| 校區     | 中學                       |
| 九龍城區 | 九龍真光中學               |
| 元朗區   | 香港管理專業協會羅桂祥中學 |
| 北區     | 風采中學（教育評議會主辦） |

| 校區     | 中學                       |
| 南區     | 聖公會呂明才中學           |
| 油尖旺區 | 循道中學                   |
| 觀塘區   | 梁式芝書院                 |
| 觀塘區   | 新生命教育協會呂郭碧鳳中學 |
| 沙田區   | 宣道會鄭榮之中學           |
| 元朗區   | 元朗公立中學               |
| 屯門區   | 妙法寺劉金龍中學           |